# Аурах
Аурах (њем. Aurach) општина је у њемачкој савезној држави Баварска. Једно је од 58 општинских средишта округа Ансбах. Према процјени из 2010. у општини је живјело 2.904 становника. Посједује регионалну шифру (AGS) 9571114.

## Географски и демографски подаци
Аурах се налази у савезној држави Баварска у округу Ансбах. Општина се налази на надморској висини од 420-520 метара. Површина општине износи 36,7 km². У самом мјесту је, према процјени из 2010. године, живјело 2.904 становника. Просјечна густина становништва износи 79 становника/km².